# Мухаммед Фарид Диди
Король Мухаммед Фарид Диди (мальд. އަލްއަމީރު މުޙަންމަދު ފަރީދު ދީދީ) — последний султан Мальдив, а также первый и последний правитель Мальдив, носивший титул «король» с обращением «ваше величество». Он был сыном принца Абдула Маджида Диди и правил султанатом с 7 марта 1954 по 11 ноября 1968 года. Он оставил трон в 1968 году после того, как Мальдивы стали республикой, а в следующем году он умер.

## Ранние годы
Родился 11 января 1901 года в Мале, столице Мальдив. Мухаммед Фарид Диди получил образование в престижном Королевском колледже в Коломбо (Цейлон). После 7 лет, проведённых на Цейлоне (Шри-Ланка), он вернулся на родину и занял место премьер-министра при султане Хассане Нураддине II 16 декабря 1932 года.

## Правление
После того, как президент Мохамед Амин Диди покинул свой пост в результате референдума 1953 года, в котором 98 % населения высказалось в пользу монархии, страна была вновь провозглашена султанатом. Королём был избран Мухаммед Фарид Диди. Титул короля, лишённый властных полномочий, стал лишь номинальным символом, превратившись лишь в почётное звание.
15 ноября 1967 года в парламенте Мальдив было проведено голосование: стоит ли стране оставаться конституционной монархией или следует стать республикой. Из 44 парламентариев 40 выступили за республику. 15 марта 1968 года на национальном референдуме 81,23 % голосов было отдано за установление республики. Республика была провозглашена 11 ноября 1968 года, тем самым закончился 853-летний период монархии на Мальдивах.

## Смерть
После того, как Мухаммед Фарид Диди вынужден был оставить свой трон, он покинул свой королевский дворец и перебрался в свою собственную резиденцию (ныне дом парламента). Бывший король умер 27 мая 1969 года в Мале. Были устроены государственные похороны и его захоронили на кладбище Галолху.